# Påfuglen (film)
Påfuglen (tysk originaltitel: Pfau - bin ich echt?) er en østrigsk satirisk tragikomedie fra 2024, der er instrueret af debutanten Bernhard Wenger, der også har skrevet manuskriptet. Mathias lever af at blive lejet som en slags skuespiller til at optræde som ledsager for nogen, der har brug for særlig bistand til f.eks. en familiefest eller en forretningsfrokost; men hans eget privatliv kommer til at lide under hans arbejde som social kamæleon.
Ved filmfestivalen i Venedig blev filmen nomineret som bedste film i Critics’ Week og hjemtog en af festivalens øvrige priser.

## Handling
Matthias fra firmaet "My Companion" har specialiseret sig i at levere en særlig ydelse: Man kan hyre ham som en ledsager, der kan spille en hvilken som helst rolle, for eksempel som den perfekte søn til faderens 60-års fødselsdag, en far i rollen som pilot på sønnens forældredag i skolen, den kulturelt begavede kæreste i det gode selskab eller måske blot en ven, der skal lytte og give et godt råd til, hvad man stiller op med sin umulige mand. Mathias går fuldt ud op i sit arbejde som social kamæleon og at gøre det godt, mens hans eget privatliv bliver prioriteret lavere. Da Mathias er perfektionist, bliver han efterhånden usikker på sig selv, og præstationerne bliver efterhånden dårligere.

## Medvirkende
- Albrecht Schuch - Matthias
- Julia Franz Richter - Sophia
- Anton Noori - David
- Theresa Frostad Eggesbø - Ina

## Modtagelse

### Danmark
Filmmagasinet Ekko gav filmen fem stjerner ud af seks og mente, at filmen var en perle, der balancerede meget fint og intelligent mellem satire, sortkomisk menneskestudie og tordnende civilisationskritik. Anmelderen nævnte også, at filmen skrev sig ind i en særlig østrigsk tradition for sort humor, hvor det absurde og det tragiske går hånd i hånd. I Politiken var Kim Skotte mere forbeholden, gav tre hjerter og vurderede, at Påfuglen var et skarpslebent samtidsportræt, som dog i sidse ende savnede bid. Han endte sin anmeldelse med at skrive, at påfuglen havde flotte fjer, men savnede at få forløst sin fortælling på et dybere niveau end en bastant symbolsk afklædning og mudderkastning.